# ذنابة حقيرة
ذَنَّابة حقيرة هو جنس حشرات في فصيلة الدلفاسيات.